# Janinów (powiat łowicki)
Janinów – wieś w Polsce położona w województwie łódzkim, w powiecie łowickim, w gminie Bielawy. 
| SIMC    | Nazwa                  | Rodzaj    |
| ------- | ---------------------- | --------- |
| 0724420 | Augustów               | część wsi |
| 0724436 | Kolonia Gosławice-Młyn | część wsi |

W latach 1975–1998 miejscowość administracyjnie należała do województwa skierniewickiego.